# Evergreen (Wisconsin)
Evergreen és una concentració de població designada pel cens dels Estats Units a l'estat de Wisconsin. Segons el cens del 2000 tenia 3.611 habitants.

## Demografia
Segons el cens del 2000, Evergreen tenia 3.611 habitants, 1.228 habitatges, i 1.015 famílies. La densitat de població era de 365,9 habitants per km².
Dels 1.228 habitatges en un 46,3% hi vivien nens de menys de 18 anys, en un 72,9% hi vivien parelles casades, en un 6,5% dones solteres, i en un 17,3% no eren unitats familiars. En l'11,8% dels habitatges hi vivien persones soles el 2,3% de les quals corresponia a persones de 65 anys o més que vivien soles. El nombre mitjà de persones vivint en cada habitatge era de 2,91 i el nombre mitjà de persones que vivien en cada família era de 3,18.
Per edats la població es repartia de la següent manera: un 30,6% tenia menys de 18 anys, un 7,2% entre 18 i 24, un 32,5% entre 25 i 44, un 25% de 45 a 60 i un 4,7% 65 anys o més.
L'edat mediana era de 34 anys. Per cada 100 dones de 18 o més anys hi havia 102,8 homes.
La renda mediana per habitatge era de 58.774 $ i la renda mediana per família de 61.699 $. Els homes tenien una renda mediana de 38.784 $ mentre que les dones 27.796 $. La renda per capita de la població era de 21.467 $. Aproximadament el 4,6% de les famílies i el 4,6% de la població estaven per davall del llindar de pobresa.